# Miguel Seminario
Miguel Seminario Alama (Lima, 29 de septiembre de 1957) es un exfutbolista peruano. Jugaba de delantero y goleador de sus equipos, destacó en Sport Boys y en Universitario de Deportes de la Primera División del Perú.

## Biografía
Miguel Seminario nació en Lima, el 29 de septiembre de 1957. Es hijo de Juan Domingo Seminario Garrido y de Pascuala Alama. Es el cuarto de 8 hermanos de la familia, donde siempre jugaba a la pelota con los otros 4 varones de la misma (Arturo, Eder, Juan padre y Juan hijo) desde muy pequeño.
Hizo sus estudios en la Gran Unidad Escolar Pedro A. Labarthe del Distrito de La Victoria. 
Es sobrino del también futbolista Juan Seminario.

## Trayectoria
Miguel Seminario se inicia en los juveniles del Sport Boys para luego pasar al primer equipo de Universitario, en 1983.
En 1987 juega por Sporting Cristal donde sería el goleador del plantel con 23 anotaciones.
Jugaría también en Centroamérica, en el Luis Ángel Firpo de El Salvador donde ganó el primer campeonato local de este club en 1989, siendo también el goleador de ese campeonato temporada 1988-1989. Posteriormente en la temporada 1991-1992 jugaría en el Motagua de Honduras.
Culminó su carrera profesional defendiendo al Carlos A. Mannucci de Trujillo en 1993 y 1994, aunque también continuó con el mismo club en la Copa Perú 1995 y 1996.

## Selección Peruana
En 1977 fue convocado a la Selección juvenil dirigido por Marcos Calderón que participó en el torneo Sub-20 en Venezuela.
Ha sido internacional con la Selección de fútbol del Perú en 5 partidos, entre 1980 y 1981.

## Clubes
| Club               | País           | Año         |
| ------------------ | -------------- | ----------- |
| Sport Boys         | Perú           | 1978 - 1982 |
| Universitario      | Perú           | 1983 - 1986 |
| Sporting Cristal   | Perú           | 1987        |
| Luis Ángel Firpo   | El Salvador    | 1988 - 1989 |
| Macará             | Ecuador        | 1989 - 1990 |
| NY Los Inkas FC.   | Estados Unidos | 1990        |
| Atlético Marte     | El Salvador    | 1991        |
| Motagua            | Honduras       | 1991 - 1992 |
| Real Maya          | Honduras       | 1992        |
| Carlos A. Mannucci | Perú           | 1993 - 1996 |

## Palmarés

### Como jugador
| Título                          | Club             | País        | Año       |
| ------------------------------- | ---------------- | ----------- | --------- |
| Primera División del Perú       | Universitario    | Perú        | 1985      |
| Primera División de El Salvador | Luis Ángel Firpo | El Salvador | 1988-1989 |
| Primera División de Honduras    | Motagua          | Honduras    | 1991      |

### Como entrenador
| Título    | Club            | País | Año  |
| --------- | --------------- | ---- | ---- |
| Copa Perú | León de Huánuco | Perú | 2009 |